# Pieczęć Dystryktu Kolumbii

Pieczęć Dystryktu Kolumbii

Pieczęć Dystryktu Kolumbii przedstawia Temidę wieszającą wieniec na pomniku Jerzego Waszyngtona. Pod pomnikiem jest orzeł z awersu Wielkiej Pieczęci Stanów Zjednoczonych. Z prawej (heraldycznie) strony umieszczono pociąg na moście przekraczający kaniony w stronę zachodzącego Słońca. Z lewej strony jest Kapitol Stanów Zjednoczonych na tle morza. Symbolizują rozległość USA, którego Dystrykt jest stolicą. U dołu motto Dystryktu Justitia Omnibus (łac. Sprawiedliwość dla wszystkich). Rok 1871 jest datą zaprojektowania pieczęci.